# ماركوس بارنز
ماركوس بارنز (بالإنجليزية: Marcus Barnes)‏ (1 ديسمبر 1996 بريدنغ في المملكة المتحدة - ) هو لاعب كرة قدم بريطاني في مركز الهجوم. لعب مع وولفرهامبتون واندررز.

## وصلات خارجية
- ماركوس بارنز على موقع الاتحاد الأوربي (الإنجليزية)
- ماركوس بارنز على موقع قاعدة بيانات كرة القدم.إي يو (الإنجليزية)